# Rhythm and Drums

Rhythm and Drums est le premier album du groupe Cosmic Gate. Il est sorti en février 2001.

## Titres
| No  | Titre                                  | Durée |
| --- | -------------------------------------- | ----- |
| 1.  | Open The Gate                          | 2:54  |
| 2.  | Exploration Of Space (Extended Mix)    | 8:15  |
| 3.  | Fire Wire (Club Mix)                   | 8:13  |
| 4.  | The Drums (Video Mix)                  | 3:36  |
| 5.  | Melt To The Ocean (Midnight Remix)     | 7:57  |
| 6.  | Lost In Music                          | 3:44  |
| 7.  | Somewhere Over The Rainbow (Video Mix) | 3:42  |
| 8.  | The Rhythm                             | 7:53  |
| 9.  | Wicked                                 | 7:13  |
| 10. | Mental Atmosphere (Video Mix)          | 3:07  |
| 11. | Running (Out Of Time)                  | 6:43  |
| 12. | Fire Wire (DJ Scot Project Rmx)        | 9:56  |